# Maurice Wyckaert
Maurice Wyckaert (Brussel 15 november 1923 - 17 juli 1996) was een Belgisch kunstschilder. Hij behoorde zowel tot de neo-expressionisten als tot de abstracte schilders. Hij was ook graveur en grafisch ontwerper.

## Levensloop
Wyckaert studeerde van 1940 tot 1950 aan de Koninklijke Academie voor Schone Kunsten van Brussel, aan de Kunstacademie in Sint-Joost-ten-Node en aan het Vrije Atelier in Sint-Lambrechts-Woluwe. Zijn eerste werken waren stillevens in de trant van Jean Brusselmans. Daarop begon hij zich te interesseren voor de luministische ideeën van William Turner en James Ensor. 
In 1949 sluit hij aan bij de groep Presence en in 1951 is hij medeoprichter van De meridiaan, die later verder gaat als De kunst-meridiaan.
Vanaf 1955, onder de invloed van Oosterse kalligrafie, begon hij over te stappen op een lyrische abstractie. Hij verbeeldde op vrije en abstracte wijze landschappen, in aantrekkelijke kleurencombinaties. In het zelfde jaar verschenen zijn werken tijdens een groepstentoonstelling in de Galerie Creuze te Parijs. 
In 1958 sloot hij vriendschap met de Deense schilder Asger Jorn en samen stichtten ze de Situationistische Internationale, langs waar ze hun revolutionaire, sociale en artistieke, opinies kenbaar maakten. In 1960 werd hij door de Situationistische Internationale aangeduid om hun Vierde Declaratie voor te lezen in het Institut des arts contemporains. Twee jaar later nam hij deel aan de Premio Marzotteo in het Italiaanse Valdagno.
Tijdens een verblijf in Albisola, Italië, ontdekte hij de kracht van de door de zon overgoten landschappen en dit beïnvloedde sterk zijn werk. In 1965 vestigde hij zich in Nukerke en schilderde hij abstracte landschappen in een vogelperspectief en met eigenzinnige kleuren.
Zijn aanzienlijke bekendheid kwam er vanaf 1960, door zijn olieverfschilderijen, zijn gravures en litho's.
Hij was:
- medestichter van het kunsttijdschrift De Meridiaan,
- medestichter van het Brussels Internationaal KunstencentrumTaptoe (1955). Hij exposeerde er, samen met onder meer Karel Appel, Pierre Alechinsky en Roger Raveel,
- lid van de Beweging Présence (1949),
- lid van de Situationistische Internationale,
- lid van de Internationale Beweging voor een Imaginair Bauhaus.

Hij was bevriend met verschillende leden van de CoBrAgroep, die hij ook beïnvloedde.
Hij werd door de stad Brussel aangesteld voor de decoratie van het metrostation Jacques Brel te Anderlecht, waar hij in 1982 een muurschildering realiseerde.

## Eerbetoon
- 1957 - genomineerd door de Jeune Peinture de Belgique
- 1961 - genomineerd op de Biënnale van Sao Paolo
- 1990 - Jules Raeymaekersprijs van de Koninklijke Academie

## Bronverwijzing
- Bibliothèque nationale de France: cb14958372x (data)
- Gemeinsame Normdatei: 122652703
- International Standard Name Identifier: 0000 0000 7845 8581
- Library of Congress Control Number: n80028068
- Nederlandse Thesaurus van Auteursnamen: 071493085
- RKD-Nederlands Instituut voor Kunstgeschiedenis: 119646
- Système universitaire de documentation: 076150208
- Union List of Artist Names: 500110109
- Virtual International Authority File: 30424854
- WorldCat: E39PBJmtwCtHGjc3RgP8yrHjYP